# Deperetella
La deperetella (gen. Deperetella) è un mammifero perissodattilo estinto, affine ai tapiri. Visse nell'Eocene superiore (circa 37 - 34 milioni di anni fa) e i suoi resti fossili sono stati ritrovati in Asia.

## Descrizione
Questo animale, probabilmente, doveva essere un animale vagamente simile a un tapiro dalle forme snelle e di piccole dimensioni. 
Rispetto all'affine Colodon, Deperetella era piuttosto differente nella dentatura. I canini inferiori erano notevolmente sviluppati; i premolari erano quattro, di cui gli ultimi due a forma di molari con due creste trasversali. Il terzo molare inferiore era privo di talonide e, soprattutto, i molari superiori erano dotati di creste alte e taglienti, pressoché rettilinee e che si incurvavano sul bordo labiale per riunirsi in un ectolofo curvo dove i tubercoli esterni erano totalmente fusi. Le zampe erano lunghe e piuttosto snelle, simili a quelle di Colodon, ed erano dotate di tre dita. Le dita laterali, però, erano più ridotte rispetto a quelle di Colodon.

## Classificazione
Il genere Deperetella venne descritto per la prima volta da Matthew e Granger nel 1925, sulla base di resti fossili ritrovati in Mongolia Interna (Cina); la specie tipo è Deperetella cristata. A questo genere sono state attribuite numerose altre specie, tutte provenienti dalla Cina: D. depereti, D. dienensis, D. khaitchinulensis, D. sichuanensis. La specie D. birmanica, proveniente da Myanmar, è stata in seguito classificata in un genere a sé stante, Bahinolophus.
Deperetella fa parte di una radiazione evolutiva di perissodattili arcaici, dalle tendenze dentarie affini a quelle dei tapiri attuali. Deperetella, in particolare, è il genere eponimo dei Deperetellidae, considerati alla base del gruppo del gruppo dei tapiroidi assieme alla famiglia Lophialetidae.